# Dinamo Stawropol
Dinamo Stawropol (ros. «Динамо» Ставрополь /dʲɪˈnamə ˈstavrəpəlʲ/) – rosyjski klub piłkarski ze Stawropola, na południu kraju.

## Historia
Chronologia nazw:
- 1933–1956: Dinamo Stawropol («Динамо» Ставрополь)
- 1957: Trudowyje Riezierwy Stawropol («Трудовые резервы» Ставрополь)
- 1958–1961: Spartak Stawropol («Спартак» Ставрополь)
- 1962—...: Dinamo Stawropol («Динамо» Ставрополь)

Założony w 1924. W 1949 został mistrzem Rosyjskiej FSRR.
W latach 1980–1981 oraz 1985–1991 występował w Pierwoj Ligie ZSRR.
W latach 1992–1994 występował w Wysszej Lidze Rosji. W latach 1995–1999 występował w Pierwoj Lidze Rosji.
W latach 2000–2004 występował w Drugoj Lidze Rosji.
W styczniu 2005 z przyczyn finansowych został pozbawiony statusu klubu profesjonalnego. Awansował i od 2006 występował w Drugiej Dywizji.
W 2009 ponownie stracił status klubu profesjonalnego i przez rok nie istniał wcale. Reaktywowany w 2010, przez 2 lata występował w Drugiej Dywizji, po czym wycofał się z rozgrywek i grał na poziomie amatorskim. W sezonie 2015/16 powrócił do Drugiej Dywizji, gdzie gra w grupie południowej.

## Osiągnięcia
- 4. miejsce w Pierwszej Lidze ZSRR: 1962, 1989
- 1/8 finału w Pucharze ZSRR: 1991
- 8. miejsce w Rosyjskiej Wyższej Lidze: 1993
- 1/4 finału w Pucharze Rosji: 1993